# 俅江鼠刺
俅江鼠刺（学名：Itea kiukiangensis）为虎耳草科鼠刺属下的一个种。